# مغامرات بندق
مغامرات بندق (بالإنجليزية: A Goofy Movie)‏ هو فيلم رسوم متحركة مدته ساعة وربع من إنتاج شركة ديزني، تم إنتاجه عام 1995، نوع الفيلم يبدأ من مغامرات شيقة ويمر بمواقف عائلية حساسّة مع عدّة أغاني ومع كوميديا ديزني الشهيرة، وفيه بعض الرومانسية.